# Haseki-Sultan-Imaret

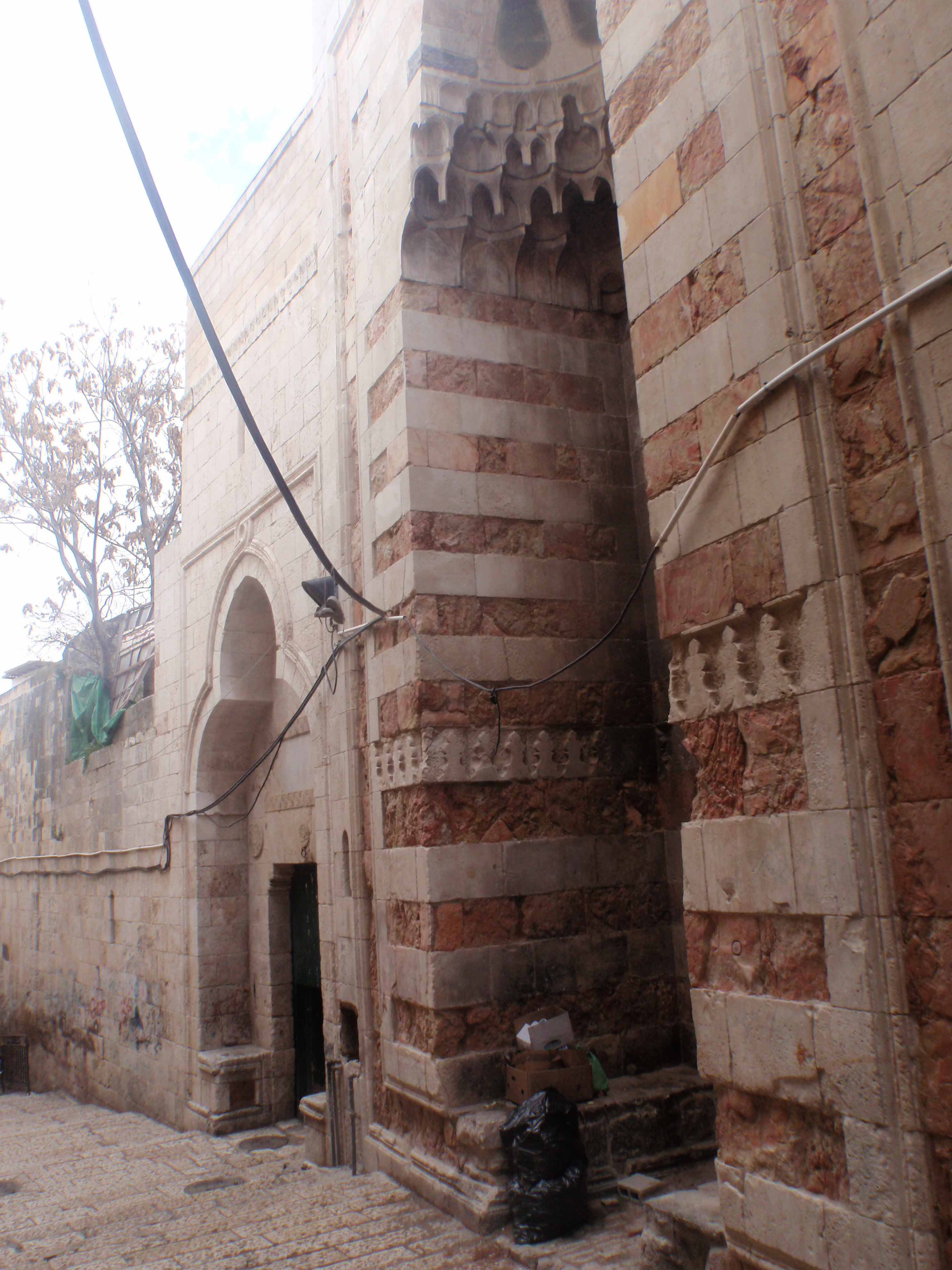
Der linke kleinere Torbogen führt zum Haseki-Sultan-Imaret

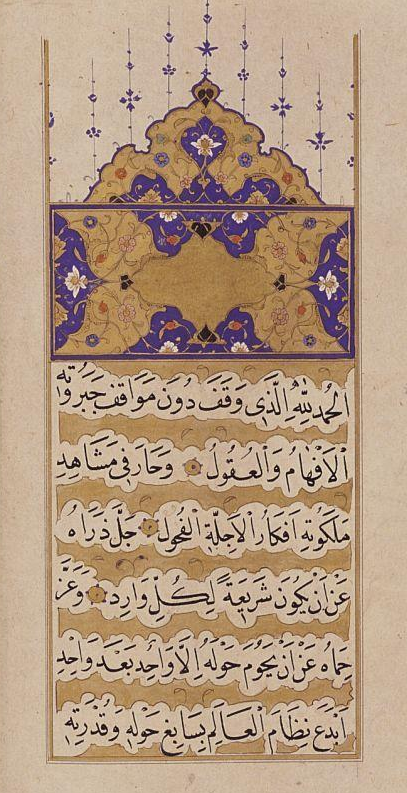
Teil der Waqfiyya (Stiftungsurkunde) für das Haseki-Sultan-Imaret

Das Haseki-Sultan-Imaret ist ein 1552 erbauter Gebäudekomplex in der Jerusalemer Altstadt.
Seinen Mittelpunkt bildete eine wohltätige Suppenküche, in der morgens und abends kostenlos Suppe, Brot und Fleisch verteilt wurden. Neben der Suppenküche gab es dort auch eine kleine Moschee, eine kleine Karawanserei für Pilger und Reisende, 55 Räume für Sufis, eine Bäckerei, eine Getreidemühle und im Hof einen eigenen Brunnen, den Sabil Haseki Sultan, der vom Qanat as-Sabil gespeist wurde. Der Komplex wurde von Roxelane, der Lieblingsfrau von Suleiman dem Prächtigen, gestiftet und unter ihrer Leitung erbaut.

## Name
Osmanisch عمارت ʿİmāret, deutsch ‚Gebäude, Bauwerk‘ ist die Bezeichnung für eine Suppenküche. Osmanisch خاصکى سلطان İA Ḫāṣekī Sulṭān, deutsch ‚Favoritin, Lieblingsgemahlin‘ war der Titel der Hauptgemahlin des Sultans des Osmanischen Reichs Süleyman I. Ihr Name war Aleksandra Lisowska, genannt Roxelane. Sie war die Stifterin und befahl den Bau dieser Einrichtung. Ein anderer Name ist osmanisch تكية خاصکى سلطان Takiyya Haseki Sultan, deutsch ‚Sufi-Konvent der Haseki Sultan‘ (vgl. türkisch Tekke, „Sufi-Konvent“). Bis heute trägt der Straßenname „Aqabat al-Takiyya“ im Jerusalemer Sprachgebrauch die Bedeutung „Platz des kostenlosen Essens“.

## Geographie
Das Haseki-Sultan-Imaret⊙ steht auf der Südseite der Aqbat at-Takija, 80 m westlich ihrer Einmündung in die Al-Wad-Straße. 120 m weiter westlich des Imarets mündet die Aqbat at-Takija in den Suq Chan ez-Zeit. Direkt auf der Westseite grenzt der Tunschuq-Palast⊙ an das Haseki-Sultan-Imaret.
Der Nordeingang des Haseki-Sultan-Imaret befindet sich in der Straße Aqabat al-Takiyya⊙. Der Südeingang liegt in der Straße Aqabat al-Saraya (deutsch: „Platz des Regierenden“)⊙. Im Osten des Haseki-Sultan-Imaret stehen die Mawardiyya-Schule und das Ribat Bayram Jawisch. Alle diese Gebäude bilden einen großen Komplex, der „Dar al-Aytam al-Islamiyyah“ (deutsch: „Das muslimische Waisenhaus“) genannt wird.

## Geschichte
Seit dem 14. Jahrhundert wurden im Osmanischen Reich Suppenküchen gegründet. Hier wurde kostenlos Essen an spezielle Gruppen von Menschen ausgeteilt.
In diesen Rahmen fällt die Gründung des Haseki-Sultan-Imaret 1552. Allerdings wurde die Gruppe der Nutznießer dieser Einrichtung nicht besonders klar definiert. In der Waqfiyya (Stiftungsurkunde) werden als Begünstigte genannt:
- die Armen, die Demütigen, die Schwachen und die Bedürftigen
- die wahren Gläubigen und die Rechtschaffenen, die nahe den heiligen Stätten leben
- diejenigen, die der Scharia und den Geboten der Sunna gehorchen[2]

Diese Definition der Empfangsberechtigten der Speisen wurde im Laufe der Zeit immer weiter ausgelegt und umfasste immer größere Personengruppen. Besonders Reiche und Mächtige wussten sich dieser Privilegien zu versichern. Das führte schließlich zum Niedergang dieser Einrichtung.
Die Erlaubnis, in der Suppenküche essen zu dürfen, wurde als Privileg und Ehre betrachtet, anders als heute, da Essen in einer Suppenküche eher als Makel gilt.
Finanziert wurde die Suppenküche aus Einnahmen, die speziell diesem Zweck gewidmet waren. Diese Einnahmen kamen aus Grund- und Immobilienbesitz, Steuereinnahmen aus Dörfern in Gaza, Ramle, Lydda und in der Umgebung von Jerusalem. Auch Einnahmen aus öffentlichen Bädern, Karawansereien, Geschäften, Märkten, zwei Seifenfabriken und 11 Getreidemühlen trugen zum Einkommen der Suppenküche bei.
1705 berichtete der französische Reisende Antoine Morison, dass jeder Arme ein Pfund Brot und eine Schüssel Suppe gekocht mit Olivenöl und Gemüse erhielt.
1855 schrieb der französische Architekt und Zeichner Ermete Pierotti, dass die Suppenausgabe sich verringert hatte und nur noch ein Kessel von 1,22 m Tiefe und 1,52 m Durchmesser in Gebrauch sei, während vier weitere Kessel ungenützt herumstanden.
Außer der Suppe erhielten die Armen zwei bis vier Laibe Brot.
Im 19. Jahrhundert befand sich im Haseki-Sultan-Imaret die Residenz des osmanischen Gouverneurs von Jerusalem.
Seit 1920 befand sich im Gebäudekomplex außer der Suppenküche auch ein Waisenhaus.
In den 1950er Jahren wurde die Suppenküche von der UNESCO betrieben.
Diese Suppenküche bestand bis Anfang des 21. Jahrhunderts.
Von 1999 bis 2004 wurde der gesamte Dar-al-Aytam-al-Islamiyyah-Komplex für 3,5 Millionen Dollar restauriert. Das Geld wurde zum Teil aus privaten Spenden aufgebracht, die auf dem Sharja-Festival 1998 gesammelt wurden. Weitere Gelder kamen von der Islamischen Entwicklungsbank und aus eigenem Kapital des Komplexes. Nach Abschluss der Arbeiten beherbergte der Komplex eine Schule für Jungen, eine industrielle Berufsschule, Druckerei, Buchbinderei und Tischlerei, einen Internatsschlafsaal, eine traditionelle islamische Suppenküche und eine kleine Moschee. Es wurde die Infrastruktur modernisiert und für die Schule ein Computerlabor eingerichtet. Die Fassaden wurden restauriert. Die Schule heißt Dar-al-Aytam-Schule.

## Leistungen der Suppenküche
Es wurde jeden Morgen eine Reissuppe ausgegeben. Diese Suppe bestand aus Reis, Butter, Kichererbsen, Zwiebeln, Salz, Kürbis, Joghurt, Zitrone und Pfeffer. Am Abend wurde eine Bulgursuppe ausgegeben. Diese Suppe bestand aus Bulgur, Butter, Kichererbsen, Zwiebeln und Kreuzkümmel. Morgens und abends gab es Brot zur Suppe.
An den Abenden von Feiertagen gab es statt der Suppe Schaffleisch mit Reis und mit Honig gesüßten Reis mit Safran. Als Feiertage zählten alle Abende des Ramadan, das Fest des Fastenbrechens am Ende des Ramadan, der Abend vom Donnerstag auf Freitag, die Abende vor dem Aschura, dem Maulid an-Nabī, dem Regaib, dem Berat, dem Islamischen Opferfest.
Die Angestellten der Suppenküche erhielten eine Kelle Suppe und zwei Laibe Brot. Die Sufis und die Armen erhielten eine halbe Kelle Suppe und einen Laib Brot. An Feiertagen erhielten die Armen ein halbes Stück Fleisch und alle anderen ein ganzes Stück.
Gegessen wurde in Schichten: Zuerst kamen die Angestellten der Suppenküche, dann die Gäste der Karawanserei, dann die Armen. Bei den Armen wiederum kamen zuerst die armen Gelehrten, dann die Männer mit größeren Söhnen und zum Schluss die Frauen mit kleinen Kindern und größeren Töchtern. Wenn das gekochte Essen nicht ausreichte, blieben die armen Frauen und Kinder hungrig.
Über die Bestandteile der Speisen existierten strenge und detaillierte Vorschriften, nicht aber über die Menge von Wasser in der Suppe. So konnte die Suppe bei Bedarf durch Zugabe von Wasser jederzeit, speziell bevor die Armen an die Reihe kamen, auf die benötigte Menge verlängert werden.
Allein die Sufis hatten das Privileg, jemanden zu senden, der ihren Anteil holte, den sie dann zu Hause verzehren konnten. Alle anderen mussten ihren Anteil in der Suppenküche aufessen.
Über die Qualität der gereichten Speisen gibt es unterschiedliche Aussagen. Teilweise wurde die Suppe wegen ihres besonders guten Geschmacks gepriesen. Außerdem bestand auch der Glaube, dass diejenigen, die diese Suppe essen, dadurch besonders gesegnet seien.

## Beschreibung
Der Nordeingang zum Haseki-Sultan-Imaret wird von einem Kleeblattbogen umfasst. Der umrahmende Wulst des Eingangsportals ist mit Kielbögen verziert. Im Portal befindet sich eine rechteckige Eingangstür, deren Türsturz mit Rosetten geschmückt ist. Das Blumenmuster der mittleren Rosette ist ähnlich dem Zierstein über dem Eingang des Haseki-Sultan-Komplex in Istanbul.
Der Nordeingang führt in eine Halle, die in einen offenen Hof mündet. An diesem Hof liegen die Küche, die Speicher, ein Brunnen, die Bäckerei.
Der Südeingang zum Haseki-Sultan-Imaret ähnelt in seiner Form und in den Verzierungen dem Damaskustor⊙.
Der Südeingang bildet einen Durchgang zu einem offenen Hof. Dieser Hof ist von Arkaden umgeben, die die Karawanserei beherbergen. Im Osten des Hofes auf dem Platz des ursprünglichen Ribāt (Sufi-Konvent) steht ein im 19. Jahrhundert gebautes großes Gebäude, das al-‘Adliyya⊙ heißt. Es hat vier offene Höfe, mehrere Treppen, mehrere Teilgebäude in verschiedenen Stilen.
Eine Halle mit vier Kreuzgewölben gegenüber diesem Gebäude gehörte zur ursprünglichen Moschee.
Auf der Ostseite der Halle ist eine Kuppel über einem Schrein⊙. Dieser Schrein ist das Grab von Sa'ad al-Din al-Rasafi, dem Autor des Werkes al-Manhal al-Safi wa al-Mashrab al-Wafi („Die reine Quelle und der sprudelnde Brunnen“).

## Politische Kontroversen
Am Vormittag des 20. Novembers 2019 führte die israelische Polizei auf Befehl von Gilad Erdan, Minister für öffentliche Sicherheit in Israel, eine Razzia in der Dar-al-Aytam-Schule durch. Die Schüler und Lehrer wurden aus dem Gebäude vertrieben, der Schulunterricht wurde für den Rest des Tages abgesagt. Drei Angestellte der Schule wurden verhaftet, darunter der Schuldirektor Samir Jibril. Die Büros wurden durchsucht und Ordner und Dokumente wurden beschlagnahmt.

### Begründung von israelischer Seite
Von israelischer Seite wurden für diese Aktion folgende Gründe angegeben:
Eine Abteilung des Palästinensischen Bildungsministeriums der Palästinensischen Autonomiebehörde (kurz: PA) arbeitete innerhalb der Schule und sei von der PA finanziert, beaufsichtigt und angeleitet worden. Diese Abteilung werde unter dem Decknamen „Palästinensisches Eltern-Komitee“ benutzt, um Israels Souveränität zu untergraben und zu Gewaltaktionen anzustiften. Laut Verträgen zwischen Israel und den Palästinensern ist es seit dem Sechstagekrieg 1967 der PA verboten in Ostjerusalem zu arbeiten.

“This branch actively subverted the sovereignty of the State of Israel in Jerusalem by initiating and directing belligerent activity and violence”

„Diese Abteilung untergrub aktiv die Souveränität des Staates Israel in Jerusalem, indem sie kriegerische Aktivitäten und Gewalt anstiftete und leitete“

“A fierce battle is under way here for the future and identity of Jerusalem, and every step should be taken to thwart the PA’s attempts to incite residents of east Jerusalem against Israel”

„Hier ist ein heftiger Kampf um die Zukunft und Identität Jerusalems im Gange, und jeder Schritt sollte unternommen werden, um die Versuche der PA zu vereiteln, Bewohner Ostjerusalems gegen Israel aufzuhetzen“

Bereits 2018 hatte die israelische Regierung beschlossen, den israelischen Lehrplan auch an den palästinensischen Schulen in Ostjerusalem einzuführen.
Als Antwort darauf hatte die PA Anstrengungen unternommen, mehr palästinensische Lehrinhalte in das Bildungssystem in den Ostjerusalemer Schulen aufzunehmen.
Diese Anstrengungen waren illegal, weil es dem PA verboten ist innerhalb Israels zu agieren.

“a straight line connects these activities to the terrorist camps and the glorification of terrorists that the PA is funding. I will continue to strengthen the sovereignty and governance of Israel throughout Jerusalem and prevent Palestinian attempts to create a foothold in the eastern part of the city.”

„Eine gerade Linie verbindet diese Aktivitäten mit den Terroristenlagern und der Verherrlichung von Terroristen, die die PA finanziert. Ich werde die Souveränität und Regierung Israels in ganz Jerusalem weiter stärken und palästinensische Versuche verhindern, im östlichen Teil der Stadt Fuß zu fassen.“

“The government of Israel invests much effort and funds in order to combat the Palestinian influence in the east part of the city. The activity that I ordered closed constitutes an intensification in the attempts by the PA to interfere with the education of children in east Jerusalem and to introduce inciteful content into the Israeli education system.”

„Die israelische Regierung investiert viel Aufwand und Geld, um den palästinensischen Einfluss im Osten der Stadt zu bekämpfen. Das auf meinen Befehl geschlossene Büro stellte eine Intensivierung der Versuche der PA dar, die Bildung von Kindern in Ostjerusalem zu stören und anstößige Inhalte in das israelische Bildungssystem einzuführen.“

### Gegenargumente der palästinensischen Seite
Von palästinensischer Seite wurde dagegen eingewandt, dass das palästinensische Eltern-Komitee dem Waqf angehört. Nach anderen palästinensischen Quellen habe das beschuldigte Büro buchhalterische Aufgaben für verschiedene ostjerusalemer Schulen wahrgenommen. Das Palästinensische Bildungsministerium beklagte diese Aktion als weiteren Schritt Israels, das Bildungssystem in Jerusalem zu kontrollieren.
Die PA-Politikerin Hanan Aschrawi nannte die Schließung

“a continuation of the Israeli government’s campaign against everything Palestinian in occupied Jerusalem and an attempt to alter the cultural and demographic composition of the city, in violation of its previous commitment to guarantee preserving Palestinian institutions in Jerusalem as well.”

„eine Fortsetzung der Kampagne der israelischen Regierung gegen alles Palästinensische im besetzten Jerusalem und ein Versuch, die kulturelle und demografische Zusammensetzung der Stadt zu verändern, was gegen ihre vorherige Verpflichtung verstößt, den Erhalt der palästinensischen Institutionen auch in Jerusalem zu gewährleisten.“

Sie bezeichnete die Schließung als Teil der ethnischen Säuberungen, die alles Palästinensische in Jerusalem beseitigen wollen. Sie appellierte an alle internationalen Körperschaften und Staaten.

“take immediate and tangible steps to hold Israel accountable for its persistent crimes and violations.”

„sofort konkrete Schritte zu ergreifen, um Israel für seine anhaltenden Verbrechen und Verstöße zur Rechenschaft zu ziehen.“